# گتو مینسک
گتو مینسک (به انگلیسی: Minsk Ghetto) پس از تهاجم آلمان به اتحاد جماهیر شوروی ساخته شد. این گتو یکی از بزرگترین گتوها در شرق اروپا و همچنین بزرگترین گتو در مناطق تحت اشغال آلمان نازی در شوروی بود. در این گتو نزدیک به ۱۰۰٫۰۰۰ یهودی نگهداری می‌شد که اکثر این افراد در اردوگاه‌های مرگ کشته شدند.

## تاریخچه
در سرشماری سال ۱۹۲۶ اتحاد جماهیر شوروی ۵۳٬۷۰۰ نفر یهودی در مینسک زندگی می‌کردند. (نزدیک به ۴۱٪ از ساکنان این شهرستان)

گتو پس از تهاجم آلمان به اتحاد جماهیر شوروی و بعد از تصرف شهر مینسک در تاریخ ۲۸ ژوئن ۱۹۴۱ ساخته شد. در روز پنجم پس از اشغال شدن مینسک، ۲۰۰۰ نفر از روشنفکران یهودی توسط آلمان‌ها قتل‌عام شدند. از آن پس، قتل یهودیان به یک اتفاق معمول تبدیل شد. حدود ۲۰٬۰۰۰ یهودی در چند ماه اول از اشغال آلمان، توسط جوخه‌های واحدهای سیار کشتار به قتل رسیدند. در ۱۷ ژوئیه ۱۹۴۱، دولت محلی تحت نظارت نازی‌ها ایجاد شد و در بیستمین روز اشغال گتو و شورای یهود تأسیس شد. کل جمعیت گتو در حدود ۸۰٬۰۰۰ (بیش از ۱۰۰٬۰۰۰ بر اساس برخی منابع) بود، که در حدود ۵۰٬۰۰۰ نفر قبل از جنگ در این منطقه زندگی می‌کردند و ۳۰٬۰۰۰ یا بیشتر یهودیانی بودند که به زور توسط آلمانی‌ها از محل زندگی خودشان در این گتو اسکان داده شدند.

در نوامبر ۱۹۴۱ یک گتو دوم در مینسک برای یهودیان تبعید شده از غرب ساخته شد، و به عنوان گتو هامبورگ شناخته می‌شد. در سر در گتوی دوم نوشته شده بود:گتو ویژه(به آلمانی: Sonderghetto). هر شب گشتاپو ۷۰ تا ۸۰ از تازه واردان را به قتل می‌رساند. با توجه به مکان‌هایی که یهودی‌ها از آن‌ها آمده بودند این گتو به پنج بخش تقسیم می‌شد:۱-هامبورگ۲-فرانکفورت۳-برلین۴-راین لند۵-برمن و وین. بسیاری از یهودیان در گتو از آلمان و الحمایه بوهمیا و موراویا بودند که در اوج خود آن تعدادشان به ۳۵٬۰۰۰ نفر می‌رسید. تماس‌های محدودی بین دو گتو وجود داشت. همانند بسیاری از گتوهای دیگر، یهودیان به کار اجباری در کارخانه‌ها یا دیگر عملیات‌های آلمان مجبور می‌شدند. ساکنان گتو در شرایط فقر، بدون ذخیره مواد غذایی و بدون تجهیزات پزشکی نگهداری می‌شدند.